# Februarie 2008
Acest articol este generat integral pe baza informațiilor din articolul 2008 și este actualizat periodic de un robot.
 Editările făcute în articol vor fi șterse la următoarea actualizare! Dacă doriți să faceți modificări, editați articolul-sursă.

ianuarie -
februarie -
martie -
aprilie -
mai -
iunie -
iulie -
august -
septembrie -
octombrie -
noiembrie -
decembrie
Februarie 2008 a fost a doua lună a anului și a început într-o zi de vineri.

## Evenimente

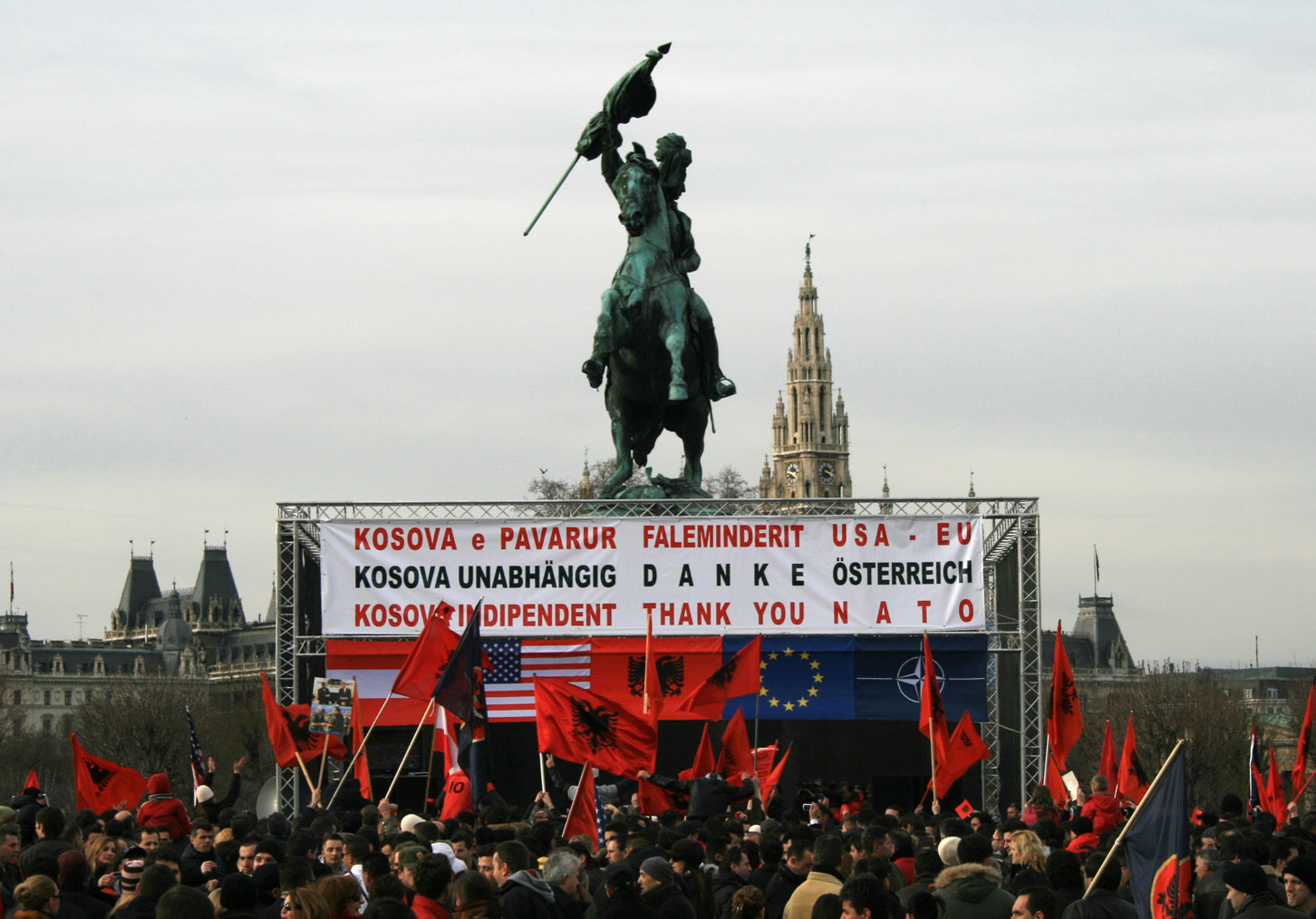
17 februarie: Kosovo își autodeclară independența față de Serbia.

- 3 februarie: Boris Tadić este reales în funcția de președinte al Serbiei după al doilea tur de scrutin cu 51,61% din totalul voturilor exprimate.
- 4 februarie: Vizita președintelui francez Nicolas Sarkozy în România.
- 4 februarie: Iranul a inaugurat primul său centru spațial și a testat o rachetă ce va fi utilizată pentru plasarea în spațiu a unui satelit.
- 5 februarie: Guvernul Tăriceanu a aprobat o ordonanță de urgență care permite menținerea CNSAS-ului într-o formă apropiată de cea actuală.
- 6 februarie: Parlamentul italian este dizolvat. Urmează alegeri anticipate în aprilie.
- 10 februarie: A 50-a ediție a premiilor Grammy a avut loc la "Staples Center" în Los Angeles, California.
- 14 februarie: O persoană a deschis focul într-o sală de curs din cadrul Universității Northern Illinois din Statele Unite. Atacatorul, fost student al Universității, s-a sinucis după ce a făcut cinci morți și a rănit 16 persoane.
- 15 februarie: Václav Klaus este reales președinte al Republicii Cehe.
- 17 februarie: Kosovo și-a autoproclamat independența față de Serbia.
- 19 februarie: Fidel Castro a renunțat la președinția Cubei.
- 21 februarie: Ultima eclipsă totală de lună din acest deceniu. Următoarea eclipsă va fi în iunie 2011.
- 21 februarie: Marina militară americană a reușit să distrugă satelitul de spionaj scăpat de sub control (din decembrie 2006). Satelitul a fost doborât la 247 de km deasupra Oceanului Pacific, de o rachetă tactică modificată (SM-3). Este pentru prima dată când se apelează la o astfel de soluție.
- 21 februarie: Președintele sârb Boris Tadić într-o vizită de câteva ore în România, la invitația președintelui Traian Băsescu. Sute de mii de sârbi protestează la Belgrad față de declararea independenței Kosovo.
- 21 februarie: Un cutremur de magnitudine 6,2 grade Richter s-a produs în Norvegia; este cel mai puternic seism înregistrat vreodată în această țară.
- 24 februarie: La Kodak Theatre din Hollywood, California a avut loc a 80-a ediție a Premiilor Oscar.
- 24 februarie: Dimitris Christofias este ales președinte al Ciprului după al doilea tur de scrutin cu 53,37% din numărul voturilor exprimate.
- 24 februarie: Raúl Castro este ales în unanimitate de către Adunarea Națională, președinte al Cuba.

## Decese
- 1 februarie: Fabio Maniscalco, 42 ani, scriitor și arheolog italian (n. 1965)
- 2 februarie: Mioara Mincu (n. Mioara Slăniceanu), 74 ani, medic român (n. 1933)
- 2 februarie: Barry Morse (n. Herbert Morse), 89 ani, actor britanic de film și teatru (n. 1918)
- 3 februarie: Sheldon Brown, 63 ani, mecanic american (n. 1944)
- 4 februarie: Ion Madan, 72 ani, autor din R. Moldova (n. 1935)
- 4 februarie: Stefan Meller, 65 ani, diplomat și academician polonez (n. 1942)
- 5 februarie: Maharishi Mahesh Yogi, 90 ani, fondatorul meditației transcendentale, mentorul spiritual al trupei Beatles (n. 1918)
- 6 februarie: Max Bănuș, 81 ani, jurnalist român (n. 1926)
- 9 februarie: Mădălina Sava, 40 ani, jurnalistă română (n. 1967)
- 10 februarie: Peter Marginter, 73 ani, scriitor de literatură SF, eseist și traducător austriac (n. 1934)
- 10 februarie: Roy Richard Scheider, 75 ani, actor american de film (n. 1932)
- 12 februarie: Monica Morell (n. Monica Wirz-Römer), 54 ani, cântăreață elvețiană (n. 1953)
- 13 februarie: Henri Salvador, 90 ani, cântăreț francez de jazz (n. 1917)
- 14 februarie: Ralph Howell, 94 ani, politician britanic (n. 1923)
- 18 februarie: Gheorghe Comănescu, 79 ani, deputat român (1992-1996), (n. 1928)
- 18 februarie: Alain Robbe-Grillet, 85 ani, scriitor francez (n. 1922)
- 18 februarie: Mihaela Mitrache, 52 ani, actriță română (n. 1955)
- 18 februarie: Gheorghe Pantelie, 66 ani, pictor român (n. 1941)
- 19 februarie: Ioan Popa, 81 ani, dirijor și compozitor român (n. 1926)
- 19 februarie: Corneliu Tamaș, 75 ani, scriitor român (n. 1933)
- 20 februarie: Ondrej Štefanko, 58 ani, poet, eseist și traducător român de etnie slovacă (n. 1949)
- 21 februarie: Robin Moore (n. Robert Lowell Moore, jr.), 82 ani, scriitor american (n. 1925)
- 23 februarie: Janez Drnovšek, 57 ani, președinte al Sloveniei (1989-1990), (n. 1950)
- 23 februarie: Paul Frère, 91 ani, pilot belgian de Formula 1 (n. 1917)
- 24 februarie: Eugen Curta, 48 ani, romancier român (n. 1959)
- 26 februarie: Buddy Miles (n. George Allen Miles jr.), 60 ani, baterist american (Band of Gypsys), (n. 1947)
- 26 februarie: Dan Shomron, 70 ani, general israelian, șeful Statului Major al armatei israeliene (n. 1937)
- 27 februarie: William F. Buckley Jr., 82 ani, intelectual american (n. 1925)
- 27 februarie: Ivan Rebroff (n. Rolf Rippert), 76 ani, cântăreț german (n. 1931)
- 27 februarie: Victor Gore, acordeonist român (n. 1931)
- 28 februarie: Joseph Moses Juran, 103 ani, inginer american de etnie română (n. 1904)